# Marie José av Belgien
Marie José av Belgien (Marie José Charlotte Sophie Louisa Amélie Henriette Olga Gabrielle), född 4 augusti 1906 i Oostende, död 27 januari 2001 i Thônex, var drottning av Italien; gift med kung Umberto II av Italien. Hon var Italiens sista drottning under en månad i maj 1946 och kallades efter det "majdrottningen".

## Biografi
Marie José var dotter till kung Albert I av Belgien och Elisabeth av Bayern. 
Marie Josés äktenskap blev arrangerat av rangskäl år 1930, eftersom Umberto vid denna tidpunkt var den enda katolska tronföljaren i Europa och hon den enda äktenskapskandidaten ur en regerande katolsk dynasti. Hon skulle senare säga om relationen till Umberto: "Vi var aldrig lyckliga."
Marie José valdes 1939 till president i italienska röda korset. Hon har påståtts ha haft en intim relation till Mussolini, vilket dock motsägs av hennes i andra sammanhang negativa omdöme om honom. Under andra världskriget fungerade hon som kontaktkanal mellan axelmakterna och de allierade. En brittisk diplomat sade om henne att hon var den enda medlemmen med gott omdöme i det italienska kungahuset.
Marie José försökte under år 1943 på eget initiativ förhandla fram en separatfred mellan Italien och de allierade genom amerikanska agenter, men förhandlingarna misslyckades. Hon hade gjort detta utan stöd av kungen och sändes därefter med sina barn till Aosta nära Schweiz, på avstånd från politiken.
Den 9 maj 1946 blev maken Umberto II kung efter svärfadern Viktor Emanuel III:s abdikation. Hon gjorde då tillsammans med maken en goodwill-tur genom landet inför den folkomröstning som skulle hållas om monarkins framtid den 2 juni. Resultatet av folkomröstningen blev dock republik, och den 13 juni 1946 lämnade familjen Italien. Paret separerade genast och Umberto bosatte sig i Portugal medan Marie José flyttade till Schweiz, där hon bodde resten av sitt liv.
Paret skilde sig dock aldrig formellt, eftersom detta skulle vara ofördelaktigt för en katolsk monark, i fall maken någon gång skulle återvinna sin tron. Hon besökte 1983 Italien för första gången sedan avsättningen.

### Barn
1. Maria Pia (f. 1934)
2. Viktor Emanuel av Savojen (f. 1937)
3. Maria Gabriella (f. 1940)
4. Maria Beatrice (f. 1943)